# Boël-Marie Beronius
Boël-Marie Beronius, född 25 mars 1918, död 20 januari 1993, var en svensk författare (bland annat av reseböcker) och manusförfattare. 